# Ungarische Eishockeyliga 1976/77
Die Saison 1976/77 war die 40. Spielzeit der ungarischen Eishockeyliga, der höchsten ungarischen Eishockeyspielklasse. Meister wurde zum insgesamt 14. Mal in der Vereinsgeschichte Ferencvárosi TC.

## Modus
In der Hauptrunde absolvierte jede der vier Mannschaften insgesamt zwölf Spiele. Der Erstplatzierte der Hauptrunde wurde Meister. Für einen Sieg erhielt jede Mannschaft zwei Punkte, bei einem Unentschieden gab es einen Punkt und bei einer Niederlage null Punkte.

## Hauptrunde

### Tabelle
|    | Klub                 | Sp | S | U | N | Tore  | Punkte |
| -- | -------------------- | -- | - | - | - | ----- | ------ |
| 1. | Ferencvárosi TC      | 12 | 8 | 2 | 2 | 73:43 | 18     |
| 2. | Újpesti Dózsa SC     | 12 | 6 | 5 | 1 | 64:39 | 17     |
| 3. | Budapesti Vasutas SC | 12 | 3 | 1 | 8 | 34:58 | 7      |
| 4. | Volán SC Budapest    | 12 | 2 | 2 | 8 | 42:73 | 6      |

Sp = Spiele, S = Siege, U = unentschieden, N = Niederlagen, OTS = Overtime-Siege, OTN = Overtime-Niederlage, SOS = Penalty-Siege, SON = Penalty-Niederlage